# 신동엽 김병만의 개구쟁이
《신동엽 김병만의 개구쟁이》는 대한민국의 JTBC에 방송됐던 예능 텔레비전 프로그램이다.

## 기획 의도
김병만과 신동엽 등이 우리가 사는 세상 이야기를 세태 풍자적인 꽁트 형식으로 진행하는 프로그램이다.

## 같이 보기
- 장르만 코미디